# Gens Arpineia
La gens Arpineia era una gens romana presente durante la tarda Repubblica.

## Itria nominausati dalla gens
L'unico praenomen conosciuto utilizzato dalla gens fu Gaius mentre non ci è giunto nessun cognomen.

## Membri illustri della gens
- Gaio Arpineio (Gaius Arpineius): vissuto nel I secolo a.C., appartenente all'ordine degli Equites, amico di Quinto Titurio Sabino, fu inviato ad un incontro con Ambiorige nel 54 a.C..